# Roots of Evil
Roots of Evil is het tweede solostudioalbum van de Amerikaanse rapper Kool G Rap.
Het album is beduidend minder populair geworden dan zijn debuutalbum 4,5,6 en bereikte een 43ste plaats in de Top R&B/Hip-Hop Albums Chart van Billboard. 

## Tracklist
| Nr. | Titel                                     | Producer(s)                               | Uitvoerder(s)                       | Duur |
| --- | ----------------------------------------- | ----------------------------------------- | ----------------------------------- | ---- |
| 1   | "Intro"                                   |                                           | *Interlude*                         | 1:43 |
| 2   | "Hitman's Diary"                          | Dr. Butcher                               | Kool G Rap                          | 3:43 |
| 3   | "One Dark Night"                          | Fade For Underworld Productions           | Kool G Rap                          | 1:45 |
| 4   | "Foul Cats"                               | CJ Moore, Dr. Butcher                     | Kool G Rap                          | 3:23 |
| 5   | "Tekilla Sunrise"                         | CJ Moore, Dr. Butcher                     | Kool G Rap                          | 4:31 |
| 6   | "At Da Wake"                              |                                           | *Interlude*                         | 1:10 |
| 7   | "Home Sweet Funeral Home"                 | Haji A.                                   | Jinx, Kool G Rap, Papoose           | 2:51 |
| 8   | "Mobsta's"                                | Fade For Underworld Productions           | Kool G Rap                          | 3:18 |
| 9   | "Let the Games Begin"                     | Rich 5                                    | Kool G Rap                          | 3:28 |
| 10  | "A Thugs Love Story (Chapter I, II, III)" | CJ Moore, Dr. Butcher                     | Kool G Rap                          | 9:33 |
| 11  | "Da Bosses Lady"                          | A. Evans                                  | Camileone, Kool G Rap               | 3:54 |
| 12  | "Mafioso"                                 | Rich 5                                    | Kool G Rap                          | 2:51 |
| 13  | "Thug's Anthem"                           | E. Thompson                               | Johnny 2 Gunz, Kool G Rap, Pokaface | 3:46 |
| 14  | "Da Heat"                                 | CJ Moore, Dr. Butcher                     | Kool G Rap                          | 3:34 |
| 15  | "Can't Stop the Shine"                    | Kool G Rap                                | Kool G Rap, Miss Jones              | 3:58 |
| 16  | "Cannon Fire"                             | Kool G Rap                                | Kool G Rap                          | 4:11 |
| 17  | "Outro"                                   |                                           | *Interlude*                         | 1:05 |
| 18  | "Daddy Figure"                            | Fade For Underworld Productions, J. Stank | Kool G Rap                          | 5:06 |

## Singles
| Single-gegevens                                                          |
| ------------------------------------------------------------------------ |
| Foul Cats - Verschijningsdatum: 1 september 1998 - B-kant:               |
| Can't Stop the Shine - Verschijningsdatum: 1998 - B-kant: "Thugs Anthem" |